# Podarcis cretensis
La lucertola di Creta (Podarcis cretensis (Wettstein, 1952)) è un rettile appartenente alla famiglia dei lacertidi, endemico dell'isola di Creta.

## Descrizione
Questa specie è molto simile a Podarcis erhardii di cui è stata a lungo considerata una sottospecie. Se ne differenzia sostanzialmente per un minor numero di granuli sopraciliari (<7).

## Biologia
Al pari delle altre Podarcis è una specie insettivora e ovipara.

## Distribuzione e habitat
L'areale di questa specie è ristretto alla parte occidentale dell'isola di Creta e ad alcune piccole isole minori, dal livello del mare sino a 2000 m di altitudine.

## Conservazione
Per la ristrettezza e la frammentazione del suo areale la IUCN Red List classifica P. cretensis come specie in pericolo di estinzione (Endangered).

La specie è inserita nella Appendice II della Convenzione di Berna e nell'Allegato IV della Direttiva Habitat della Comunità Europea.